# Drassyllus sur
Drassyllus sur är en spindelart som beskrevs av Tatiana Konstantinovna Tuneva och Sergei L. Esyunin 2003. Drassyllus sur ingår i släktet Drassyllus och familjen plattbuksspindlar. Inga underarter finns listade i Catalogue of Life.